# Vik, Strängnäs kommun
Vik är en bebyggelse i Fogdö socken i Strängnäs kommun, belägen cirka 12 km nordväst om centrala Strängnäs. SCB avgränsade här en småort från 2005 till 2023.